# Athies-sous-Laon
Pour les articles homonymes, voir Athies et Laon (homonymie).
Athies-sous-Laon est une commune française située dans le département de l'Aisne en région culturelle et historique de Picardie, administrative Hauts-de-France.

## Géographie

### Communes limitrophes
|      | Chambry                 |          |
| Laon | Athies-sous-Laon        | Samoussy |
|      | Bruyères-et-Montbérault | Eppes    |

### Hydrographie
La commune est située dans le bassin Seine-Normandie. Elle est drainée par le ruisseau des Barentons, le canal du Marais, le canal 01 de la commune de Athié-sous-Laon, le canal 05 de la commune de Parfondru, le canal 06 de la commune de Parfondru et le canal du Marais de Bruyères,,.
Le ruisseau des Barentons, d'une longueur de 25 km, prend sa source dans la commune de Festieux et se jette  dans la Souche à Barenton-sur-Serre, après avoir traversé dix communes.

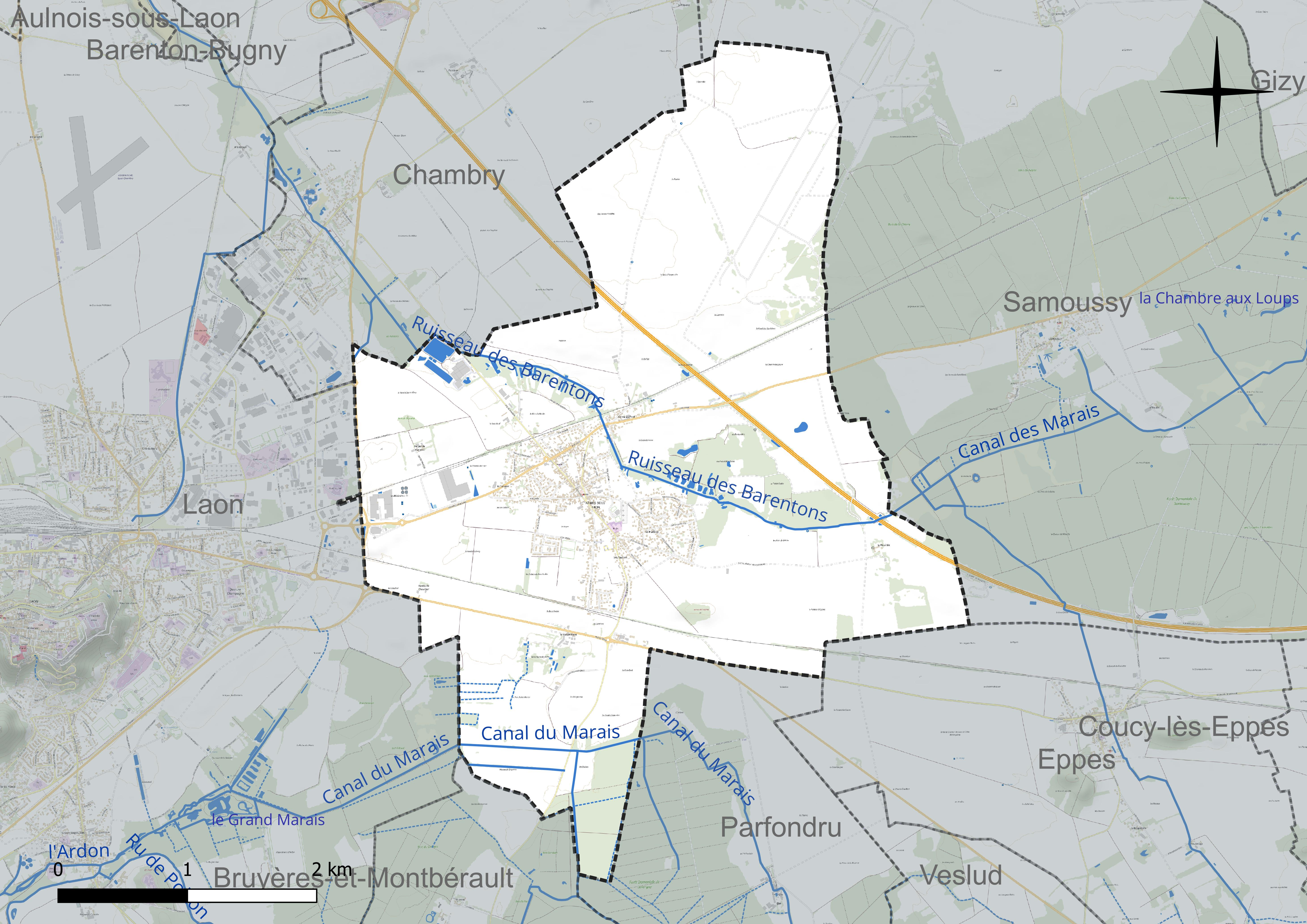
Réseau hydrographique d'Athies-sous-Laon.

Un plan d'eau complète le réseau hydrographique : le plan d'eau de la commune de Athie-sous-Laon (2,5 ha),.

### Climat
Pour des articles plus généraux, voir Climat des Hauts-de-France et Climat de l'Aisne.
En 2010, le climat de la commune est de type climat océanique dégradé des plaines du Centre et du Nord, selon une étude du CNRS s'appuyant sur une série de données couvrant la période 1971-2000. En 2020, Météo-France publie une typologie des climats de la France métropolitaine dans laquelle la commune est exposée à un climat océanique altéré et est dans la région climatique Nord-est du bassin Parisien, caractérisée par un ensoleillement médiocre, une pluviométrie moyenne régulièrement répartie au cours de l'année et un hiver froid (3 °C).
Pour la période 1971-2000, la température annuelle moyenne est de 10,3 °C, avec une amplitude thermique annuelle de 15,2 °C. Le cumul annuel moyen de précipitations est de 712 mm, avec 11,4 jours de précipitations en janvier et 8,9 jours en juillet. Pour la période 1991-2020, la température moyenne annuelle observée sur la station météorologique la plus proche, située sur la commune d'Aulnois-sous-Laon à 7 km à vol d'oiseau, est de 11,0 °C et le cumul annuel moyen de précipitations est de 685,6 mm,. Pour l'avenir, les paramètres climatiques de la commune estimés pour 2050 selon différents scénarios d'émission de gaz à effet de serre sont consultables sur un site dédié publié par Météo-France en novembre 2022.

## Urbanisme

### Typologie
Athies-sous-Laon est une commune rurale,. Elle fait en effet partie des communes peu ou très peu denses, au sens de la grille communale de densité de l'Insee,. 
Elle appartient à l'unité urbaine de Laon, une agglomération intra-départementale regroupant 3 communes et 28 328 habitants en 2017, dont elle est une commune de la banlieue,.
Par ailleurs la commune fait partie de l'aire d'attraction de Laon, dont elle est une commune de la couronne. Cette aire, qui regroupe 106 communes, est catégorisée dans les aires de 50 000 à moins de 200 000 habitants,.

### Occupation des sols
L'occupation des sols de la commune, telle qu'elle ressort de la base de données européenne d'occupation biophysique des sols Corine Land Cover (CLC), est marquée par l'importance des territoires agricoles (74,1 % en 2018), en diminution par rapport à 1990 (83,5 %). La répartition détaillée en 2018 est la suivante : 
terres arables (71,9 %), zones urbanisées (10,4 %), forêts (8,6 %), espaces verts artificialisés, non agricoles (6,1 %), prairies (2,2 %), zones industrielles ou commerciales et réseaux de communication (0,8 %).
L'évolution de l'occupation des sols de la commune et de ses infrastructures peut être observée sur les différentes représentations cartographiques du territoire : la carte de Cassini (XVIIIe siècle), la carte d'état-major (1820-1866) et les cartes ou photos aériennes de l'IGN pour la période actuelle (1950 à aujourd'hui).

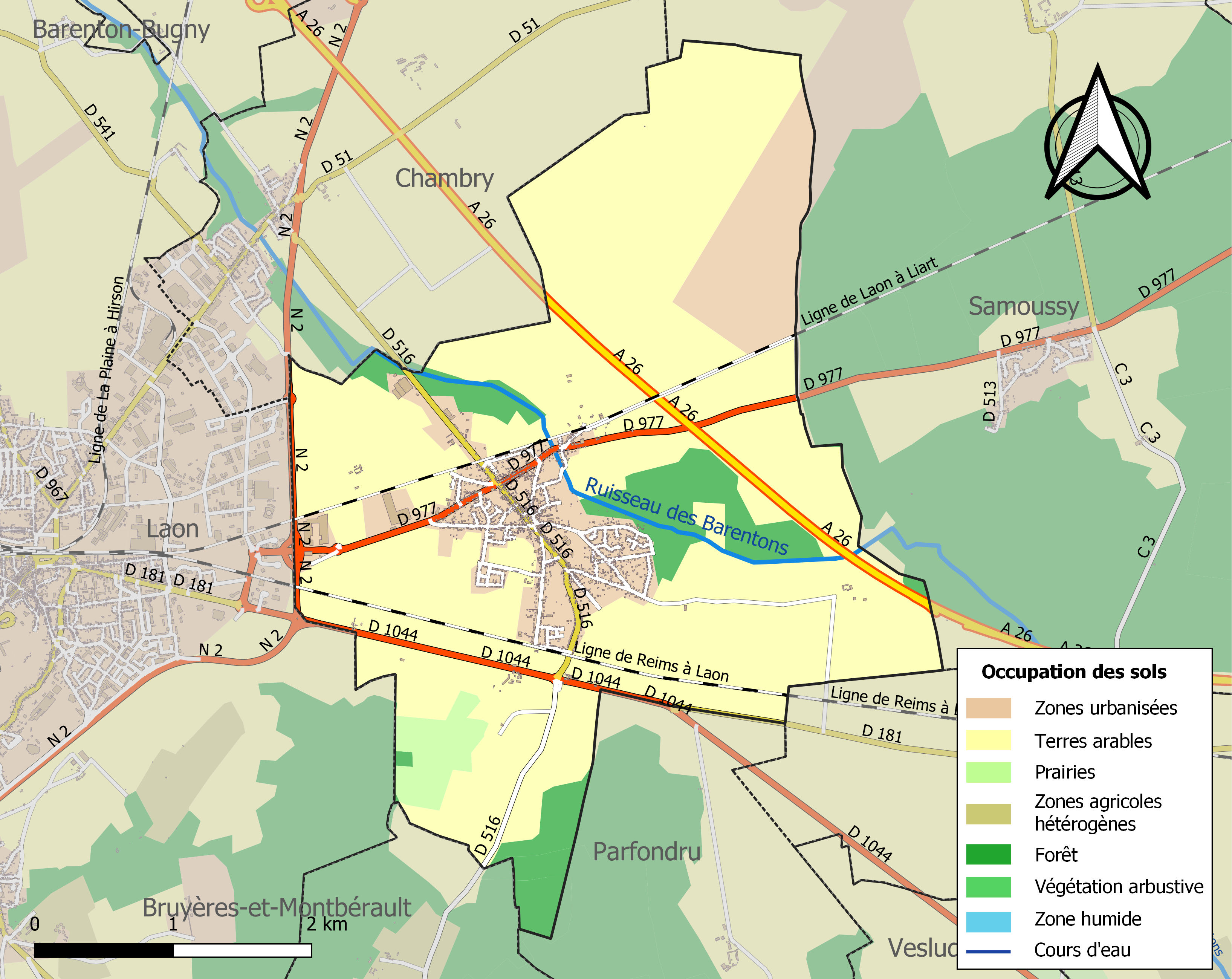
Carte des infrastructures et de l'occupation des sols de la commune en 2018 (CLC).
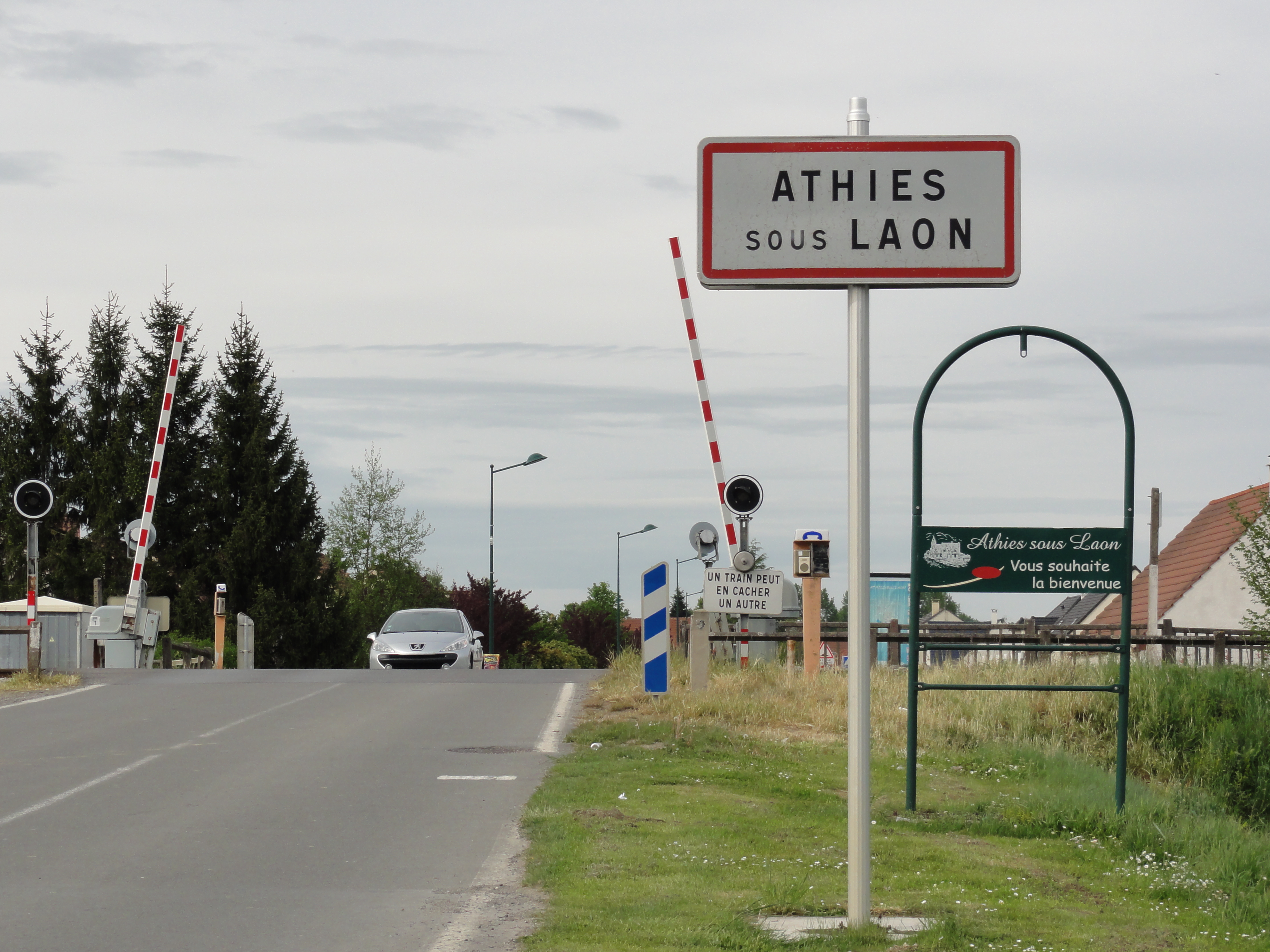
Entrée d'Athies-sous-Laon.

## Toponymie
Le nom de la localité est attesté sous les formes Atyes (1131) ; Athyes (1254) ; Athis-subtus-Laudunum (1281) ; Athiz (1294) ; Atis, Atiz (XIIIe siècle) ; Athiez (1340) ; Athis (1364) ; Atys (1404) ; Hatis (1560) ; village d'Athys (1564) ; Athy (1582).
La création d'Athies est sans doute bien antérieure au Xe siècle. Ce nom semble provenir d'« attegium » qui, en bas latin, désigne un village constitué « d'attegiae », sorte de cabanes en bois et en roseau, matériaux abondamment présents dans cette région de marais de pied de plateau. Il semblerait qu'il s'agissait alors d'une réunion de cabanes de bûcherons, ou plus simplement de gîtes. En effet, le village occupait autrefois une clairière en plein cœur de la forêt de Samoussy.
Athies est à l'est de Laon.

## Histoire
Par la suite, située sur la voie gallo-romaine reliant Reims à Arras, via Vermand, près de Saint-Quentin (saint patron de la paroisse), Athies fut probablement un simple relais de poste, entouré de quelques habitations modestes. Une villa gallo-romaine a été retrouvée lors des fouilles opérées sur le tracé de l'autoroute A26.
Le défrichement de la forêt libéra des terres qui furent annexées dès le XIVe siècle par les chanoines du chapitre de la cathédrale de Laon qui dominent tout le Laonnois. Ils en restèrent propriétaires jusqu'à la Révolution.
Sur d'anciennes cartes, Athies figure aussi sous l'orthographe Athy.
L'église Saint-Quentin, très ancienne (chapiteaux du chœur et fonts baptismaux romans, plan roman primitif) fut maintes fois remaniée et restaurée. La voûte du portail, très ouvragée, est un ajout du XIXe siècle.
Croisant la voie gallo-romaine (rue des Écoles), une autre chaussée fut construite (rue Georges-Brassens et route de Liesse) traversant les marais et se dirigeant vers Liesse, « pour la commodité des pèlerins ». 
Si la plaine qui entoure Athies était plutôt réservée au blé, on y faisait aussi du vin, comme l'indique le lieu-dit la Butte des Vignes, point culminant de la commune.
La Révolution, outre la rédaction d'un cahier de doléances, marqua la fin de la domination des chanoines dont les terres furent rachetées en plusieurs lots par des cultivateurs du village lors de la vente des biens nationaux.
Le 9 mars 1814, et dans la nuit du dix, pendant la campagne de France, le village fut entièrement brûlé par les Prussiens qui affrontèrent les soldats du général Marmont. Ces derniers les avaient d'abord chassés d'Athies, mais ils revinrent pendant la nuit suivante et mirent en fuite les troupes françaises qui battirent en retraite vers Festieux (5 km). Cet épisode, resté célèbre sous le nom de " Hurrah d'Athies " (cri des cavaliers prussiens), fut certainement à l'origine de la décision de Napoléon de se replier sur Paris[réf. nécessaire].
Le dix-neuvième siècle vit aussi la construction de deux lignes de chemin de fer : Laon-Reims (1855-1857) et Laon-Liart (1880), ainsi que de la gare.
Comme Laon, Athies fut occupée pendant les quatre années de la Première Guerre. Lors de leur retraite de 1918, les Allemands laissèrent une mine dans une grange de la « Maison bleue », ferme située route de Reims. Elle causa la mort de 48 soldats français de retour du front (oct. 1918). Un monument en perpétua le souvenir.
En 1936-1937, un champ d'aviation fut construit à proximité de la forêt de Samoussy (champ aujourd'hui désigné sous le nom de « pistes de Samoussy »). Utilisé par les Allemands, il le fut par les Américains en 1944-1945. Après une courte période d'inactivité, les Américains en firent un terrain de secours en 1951, dans le cadre des accords d'alliance de l'OTAN, l'aérodrome principal se trouvant à Couvron. Abandonné en 1966, il fut repris par l'armée française, qui se désengagea définitivement de ces pistes en 2011. Elles sont désormais accessibles à tous et sont souvent utilisées pour des rencontres de motos mais aussi d'aéromodélisme. Un projet de ferme solaire est à l'étude, après qu'ait été abandonnée d'idée d'en faire un circuit automobile.
Longtemps le village resta entièrement tourné vers l'agriculture. L'exode rural ne le toucha pas grâce à la proximité de Laon où les ouvriers agricoles des fermes, trouvaient du travail dans les usines et les administrations. Cependant, beaucoup continuèrent à tenir leur jardin et à cultiver cette fameuse asperge qui fut longtemps une des fiertés du village.
En 1984, la Sodeleg est créée, dont le siège social est fixé dans la commune. Cette société a pour fonction de transformer les oignons en produits déshydratés, utilisés dans l'industrie-agro-alimentaire ; une grande part de la production est exportée. Elle emploie une centaine de personnes.

## Politique et administration

### Découpage territorial
La commune d'Athies-sous-Laon est membre de la communauté d'agglomération du Pays de Laon, un établissement public de coopération intercommunale (EPCI) à fiscalité propre créé le 1er janvier 2014 dont le siège est à Aulnois-sous-Laon. Ce dernier est par ailleurs membre d'autres groupements intercommunaux.
Sur le plan administratif, elle est rattachée à l'arrondissement de Laon, au département de l'Aisne et à la région Hauts-de-France. Sur le plan électoral, elle dépend du  canton de Laon-2 pour l'élection des conseillers départementaux, depuis le redécoupage cantonal de 2014 entré en vigueur en 2015, et de la première circonscription de l'Aisne  pour les élections législatives, depuis le dernier découpage électoral de 2010.

### Administration municipale
| Période                                  | Période                   | Identité      | Étiquette | Qualité                                                    |
| ---------------------------------------- | ------------------------- | ------------- | --------- | ---------------------------------------------------------- |
| Les données manquantes sont à compléter. |                           |               |           |                                                            |
| avant 1876                               | après 1879                | Lécuyer       |           |                                                            |
|                                          |                           |               |           |                                                            |
| mars 1959                                | mars 2001                 | Jacques Camus | PCF       |                                                            |
| mars 2001                                | mars 2008                 | Germain Devin | DVG       |                                                            |
| mars 2008                                | En cours (au 26 mai 2020) | Yves Brun     | MRC       | Retraité de l'enseignement Réélu pour le mandat 2020-2026, |

## Démographie
L'évolution du nombre d'habitants est connue à travers les recensements de la population effectués dans la commune depuis 1793. Pour les communes de moins de 10 000 habitants, une enquête de recensement portant sur toute la population est réalisée tous les cinq ans, les populations de référence des années intermédiaires étant quant à elles estimées par interpolation ou extrapolation. Pour la commune, le premier recensement exhaustif entrant dans le cadre du nouveau dispositif a été réalisé en 2004.

En 2022, la commune comptait 2 600 habitants, en stagnation par rapport à 2016 (Aisne : −1,97 %, France hors Mayotte : +2,11 %).
| 1793 | 1800 | 1806 | 1821 | 1831 | 1836 | 1841 | 1846  | 1851  |
| ---- | ---- | ---- | ---- | ---- | ---- | ---- | ----- | ----- |
| 520  | 640  | 688  | 727  | 931  | 940  | 997  | 1 030 | 1 049 |

| 1856  | 1861 | 1866  | 1872  | 1876  | 1881  | 1886  | 1891  | 1896  |
| ----- | ---- | ----- | ----- | ----- | ----- | ----- | ----- | ----- |
| 1 043 | 996  | 1 065 | 1 028 | 1 036 | 1 043 | 1 092 | 1 131 | 1 130 |

| 1901  | 1906  | 1911  | 1921  | 1926  | 1931  | 1936  | 1946  | 1954  |
| ----- | ----- | ----- | ----- | ----- | ----- | ----- | ----- | ----- |
| 1 072 | 1 046 | 1 068 | 1 245 | 1 210 | 1 184 | 1 245 | 1 328 | 1 241 |

| 1962  | 1968  | 1975  | 1982  | 1990  | 1999  | 2004  | 2006  | 2009  |
| ----- | ----- | ----- | ----- | ----- | ----- | ----- | ----- | ----- |
| 1 252 | 1 599 | 1 881 | 2 075 | 2 124 | 2 132 | 2 153 | 2 230 | 2 462 |

| 2014  | 2019  | 2022  | - | - | - | - | - | - |
| ----- | ----- | ----- | - | - | - | - | - | - |
| 2 607 | 2 606 | 2 600 | - | - | - | - | - | - |

## Culture locale et patrimoine

### Lieux et monuments
- Église Saint-Quentin d'Athies-sous-Laon.
- Abbaye du Sauvoir.

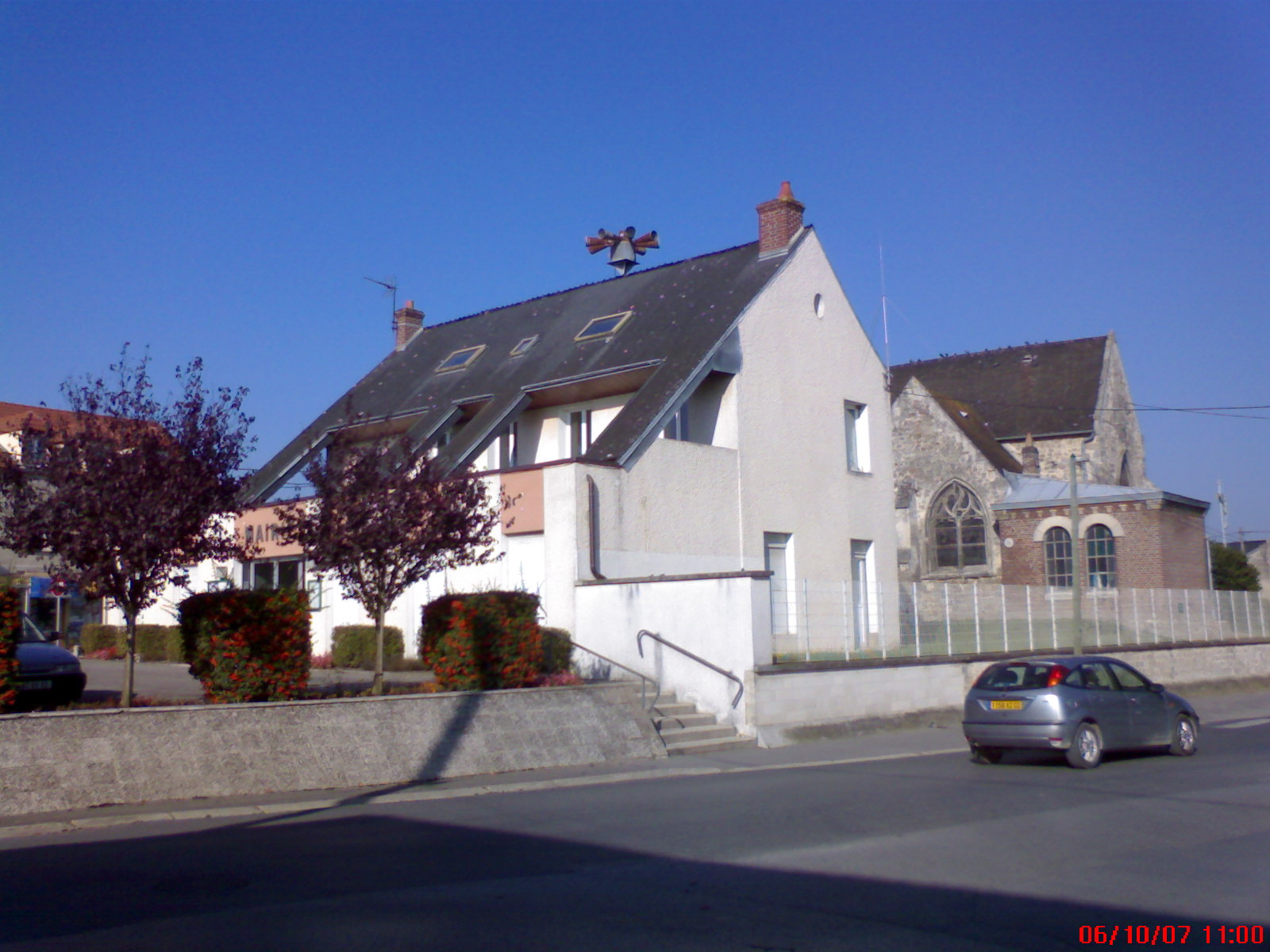
Mairie.
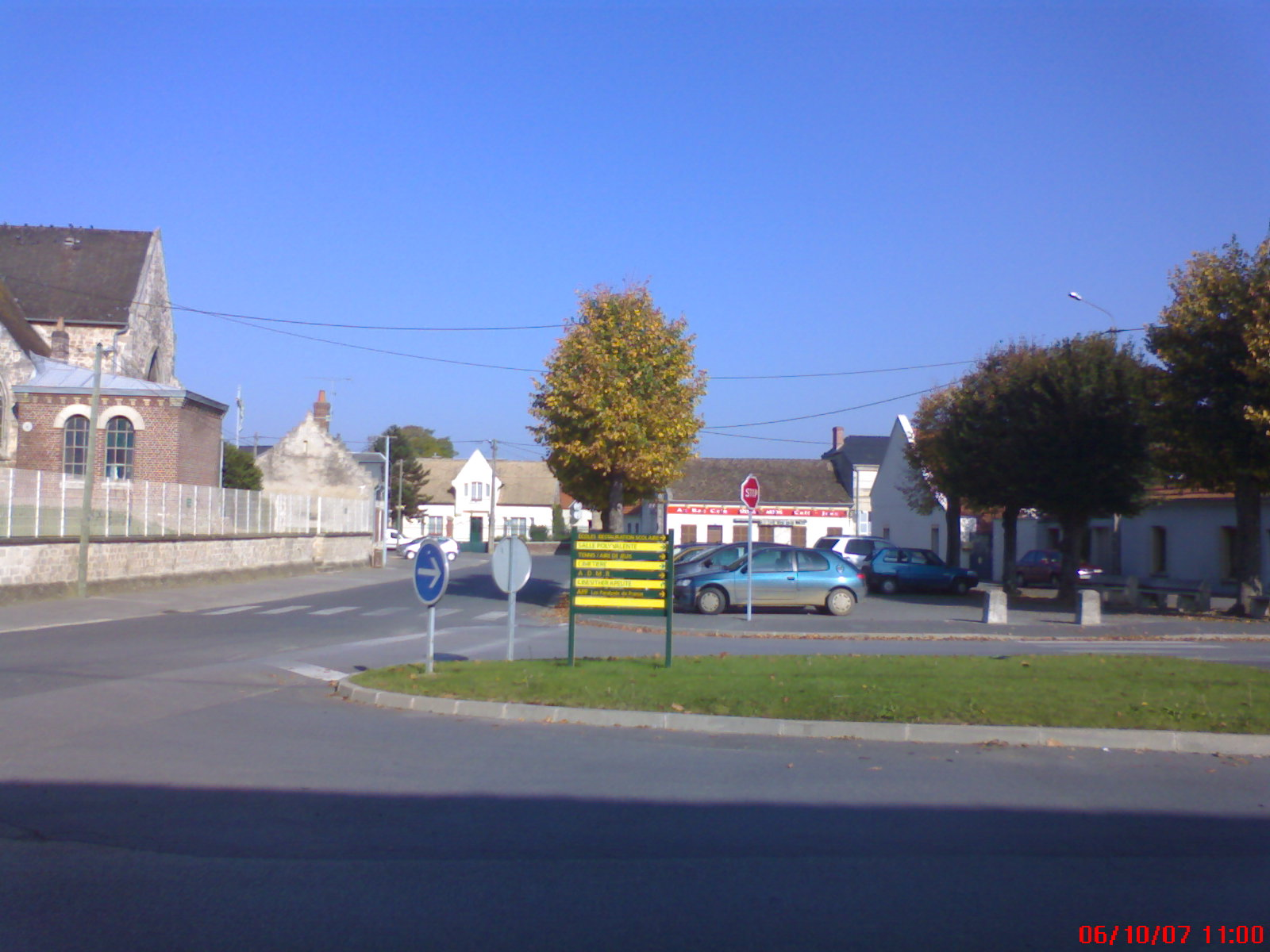
Place du 11-Novembre.
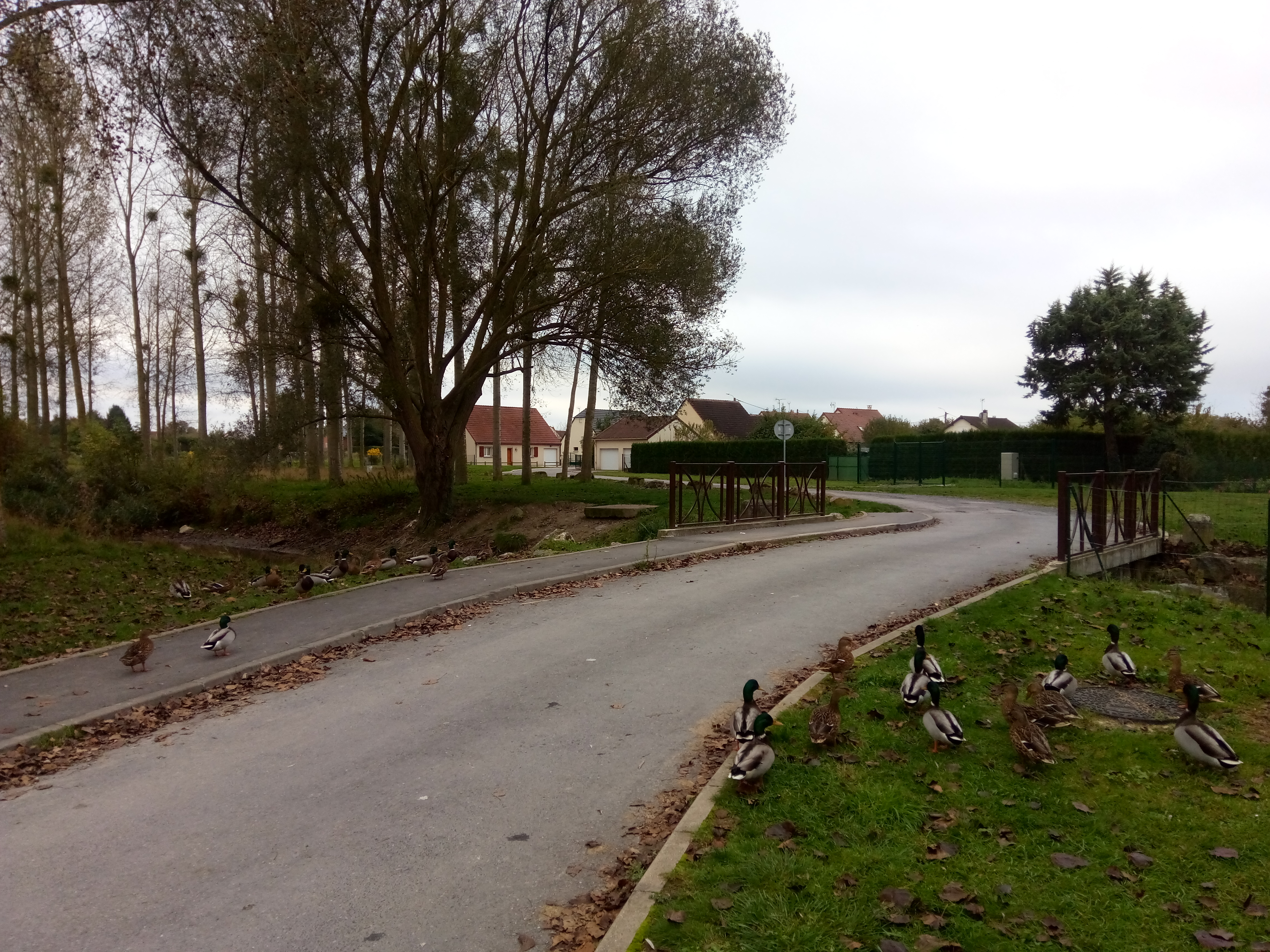
Pont surplombant le ru des Barentons situé rue de la Grand-Fosse.
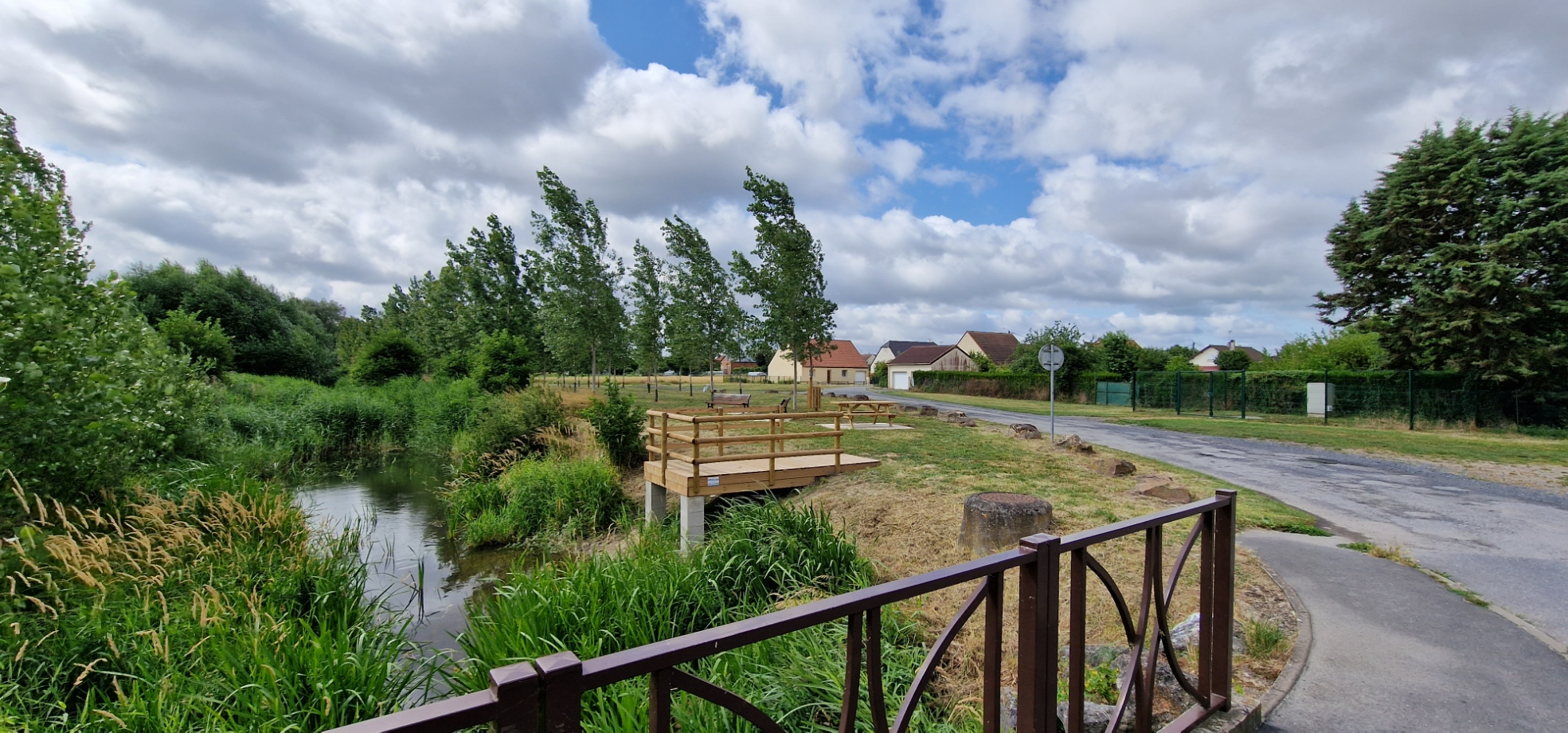
Aménagement près du ru des Barentons.
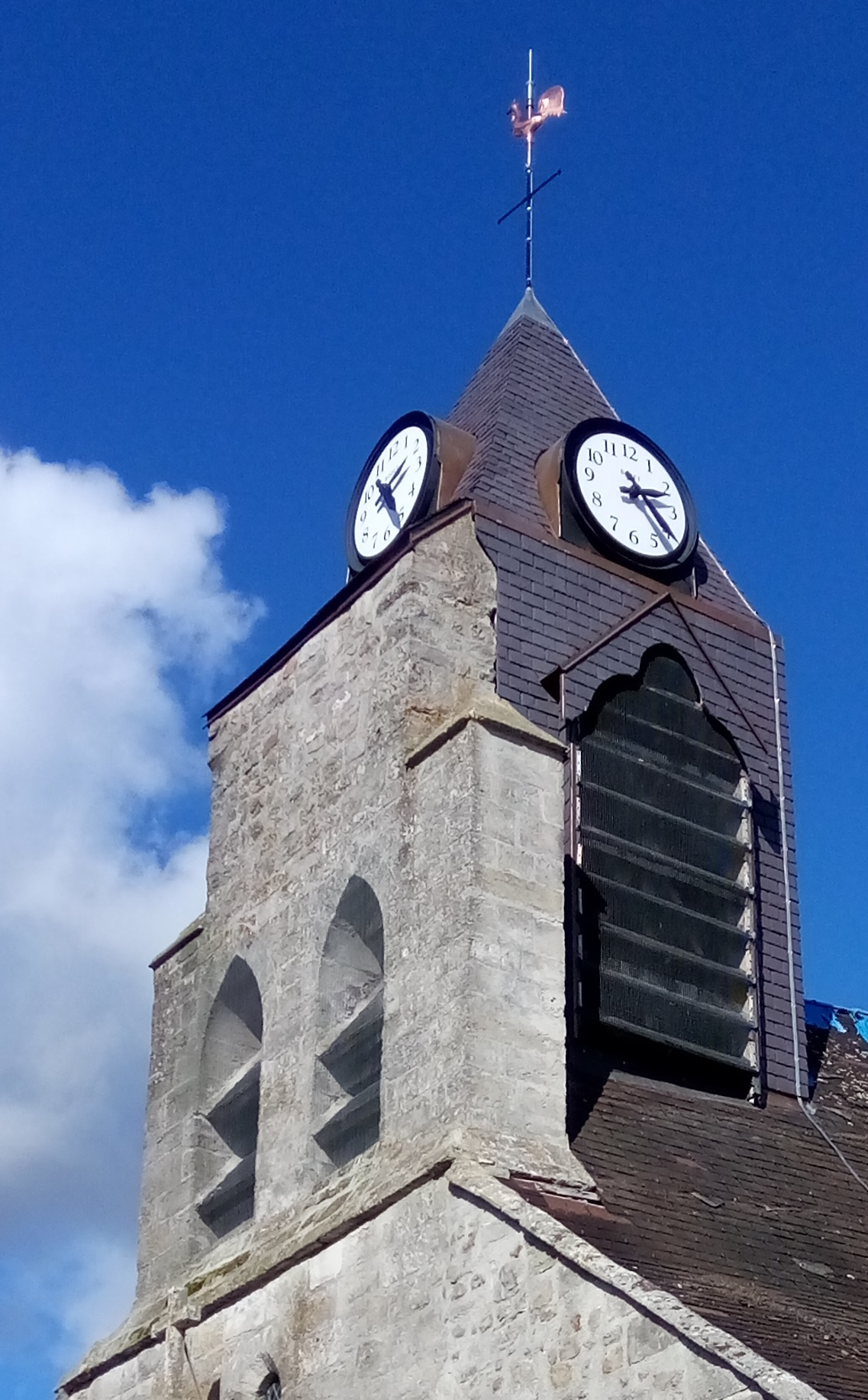
Le clocher de l'église Saint-Quentin après réfection.
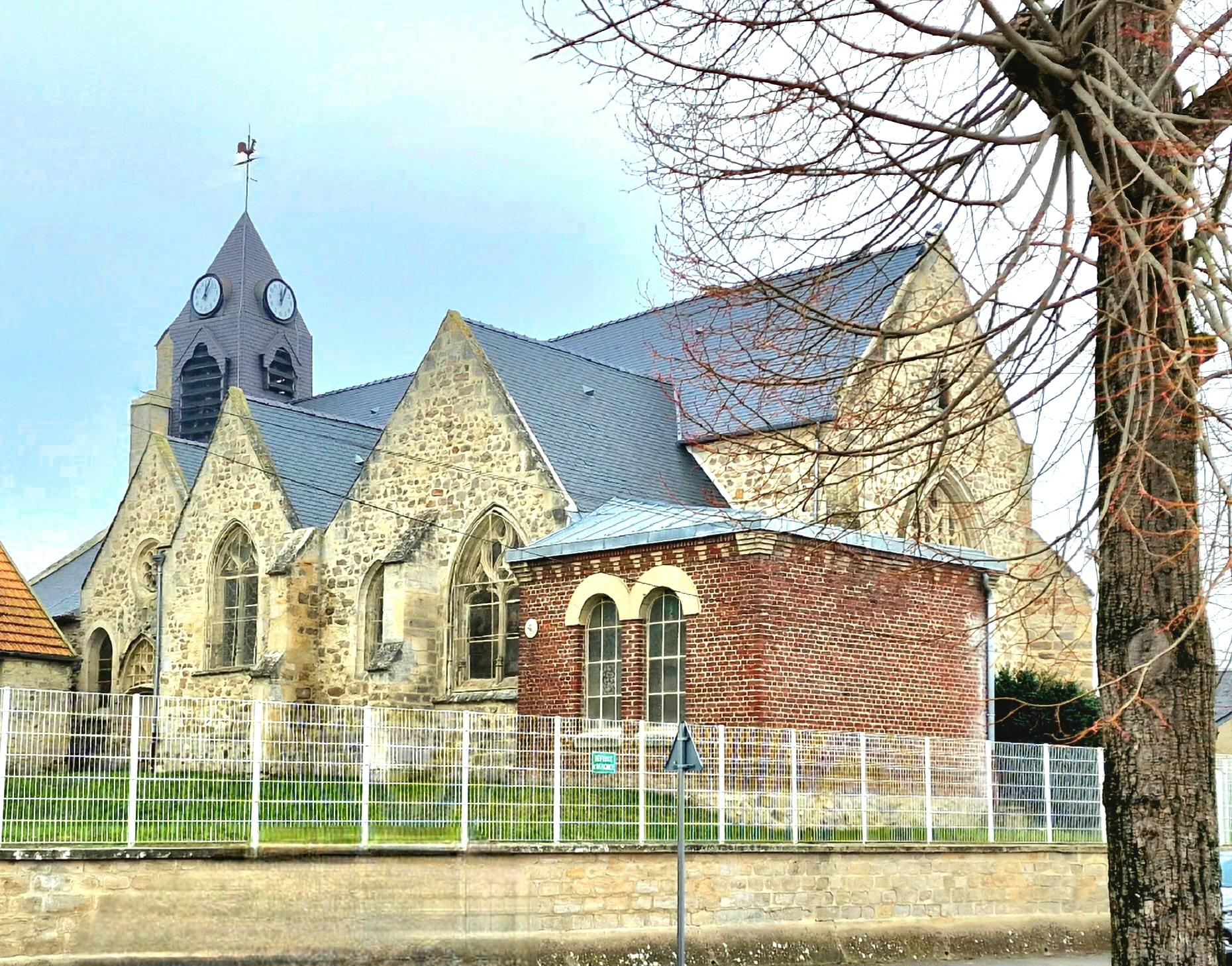
Église Saint-Quentin (vue depuis la place du 11 novembre 1918).
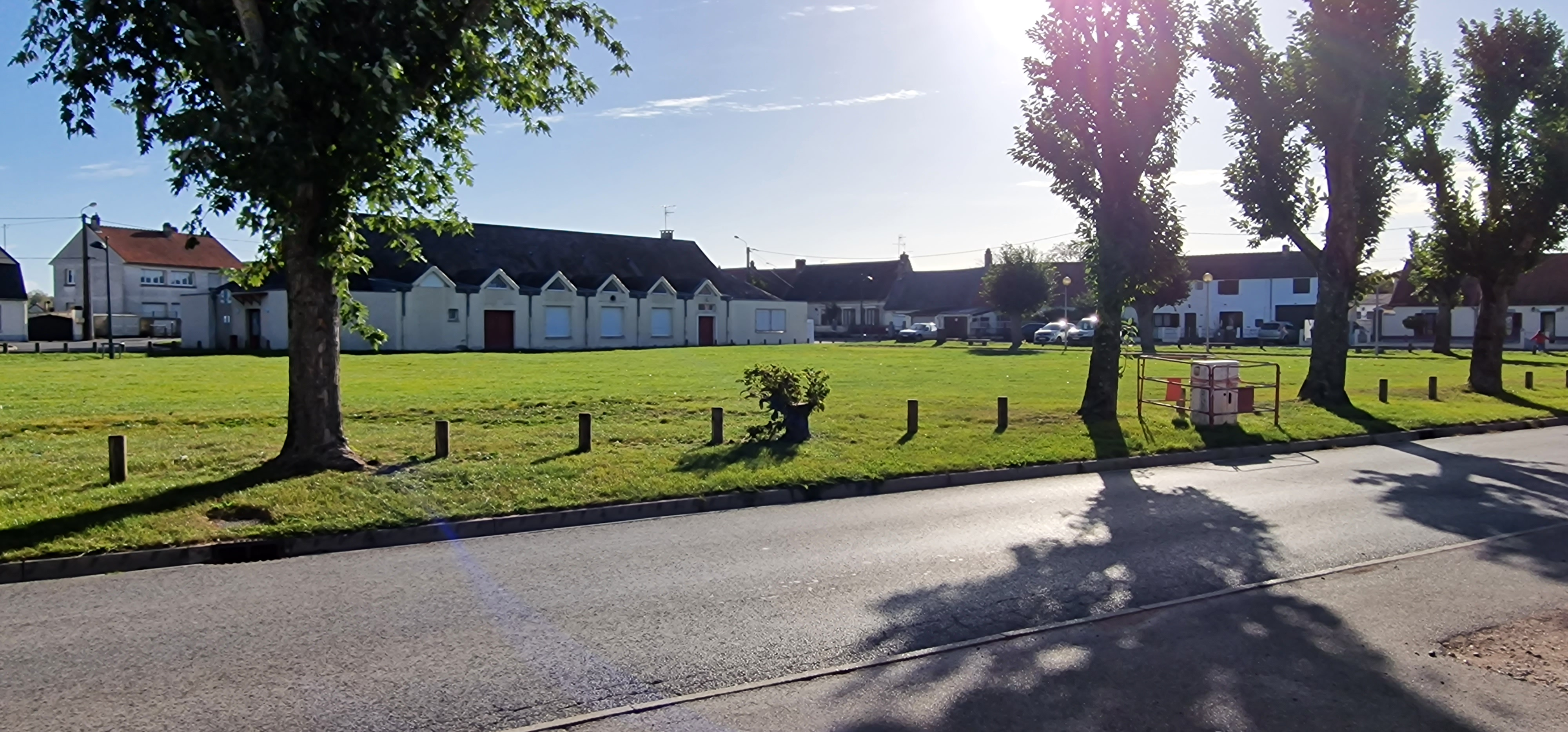
Le champ palandier et la salle des fêtes.

### Personnalités liées à la commune
Le sous-lieutenant César Méléra est né à Athies-sous-Laon le 14 juillet 1884. Mobilisé le 2 août 1914 dans l'infanterie coloniale, il combat sur l'Yser, dans l'Artois, à Verdun, en Champagne. Blessé grièvement à Verdun le 18 août 1916, trois fois cité à l'ordre du jour, il est fait chevalier de la Légion d'honneur. Il est mort pour la France le 25 octobre 1918, frappé d'une balle au cœur à Brin (Lorraine).
Il est l'auteur du livre Verdun (juin-juillet 1916) - La Montagne de Reims (mai-juin 1918), qui fut publié à titre posthume aux éditions de La Lucarne en 1925.
Son nom figure au Panthéon parmi les écrivains morts au Champ d'Honneur pendant la guerre de 1914-1918.

## Pour approfondir